# Sébastien Jacquemyns
Sébastien François Jacquemyns (ur. 25 czerwca 1929 w Uccle – zm. 21 maja 1976) – belgijski piłkarz grający na pozycji pomocnika. Był reprezentantem Belgii.

## Kariera klubowa
Swoją karierę piłkarską Jacquemyns rozpoczął w klubie Racing Club de Bruxelles, w którym w sezonie 1946/1947 zadebiutował w pierwszej lidze belgijskiej i grał w nim do końca sezonu 1951/1952. W latach 1952–1954 występował w Standardzie Liège, z którym w sezonie 1953/1954 zdobył Puchar Belgii. W latach 1954–1958 grał w klubie Royale Union Saint-Gilloise, w którym zakończył karierę.

## Kariera reprezentacyjna
W reprezentacji Belgii Jacquemyns zadebiutował 28 września 1955 w przegranym 0:1 towarzyskim meczu z Rumunią, rozegranym w Bukareszcie. W kadrze narodowej rozegrał 2 mecze, oba w 1955 i strzelił w nich 2 gole.